# Ollie Bridewell
Ollie Bridewell (ur. 10 grudnia 1985 – zm. 20 lipca 2007) – angielski motocyklista
Uczestniczył w sezonach 2006–2007 Mistrzostw Świata superbike'ów. Zginął w wyniku wypadku, podczas pierwszego treningu przed Grand Prix Wielkiej Brytanii, będącego kolejną eliminacją do mistrzostwa świata. Do feralnego wypadku doszło na torze Mallory Park. Bridewell wpadł w poślizg, tracąc jednocześnie kontrolę nad pojazdem i uderzył z dużą prędkością w bandę otaczającą tor. Anglik doznał obrażeń głowy i karku, zmarł mimo błyskawicznej akcji reanimacyjnej (pierwszej pomocy udzielono mu jeszcze na torze).    
W czasie treningu panowały złe warunki atmosferyczne- padał deszcz. 